# Ficus rubra
Ficus rubra är en mullbärsväxtart som beskrevs av Vahl. Ficus rubra ingår i släktet fikonsläktet, och familjen mullbärsväxter. Inga underarter finns listade i Catalogue of Life.

## Bildgalleri

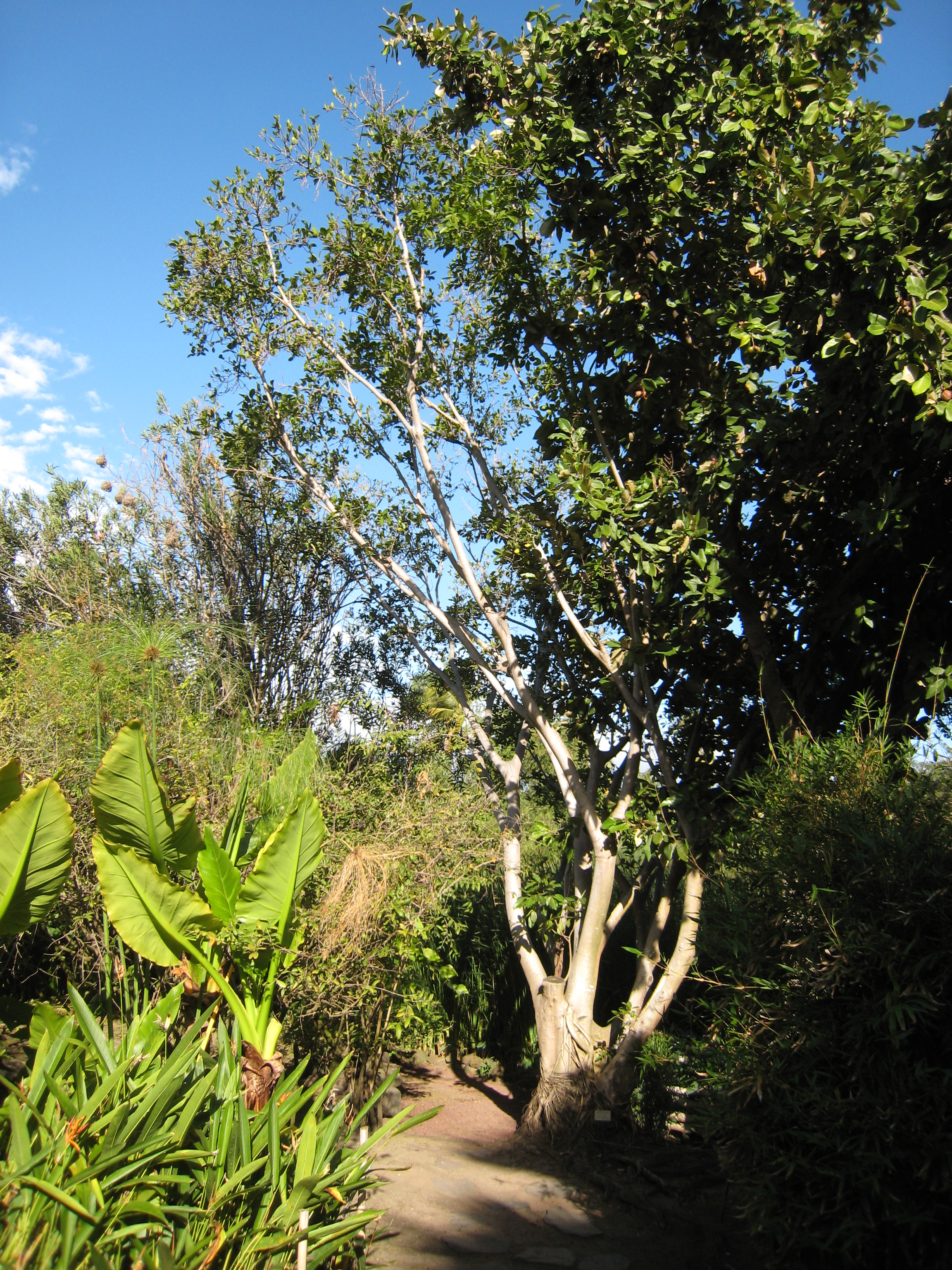